# 路易丝·米歇尔
路易丝·米歇尔（法語發音：[lwiz miʃɛl] ⓘ，1830年5月29日—1905年1月9日），法國无政府主义者，同时也是巴黎公社的重要人物之一。她是第一个举起黑色的旗帜的人，并使这种做法在无政府主义运动当中传播开来。路易丝·米歇尔现在仍然是具有重要影响意义的无政府主义者。

## 生平

### 青少年时期
路易丝·米歇尔于1830年5月29日出生于上马恩的弗龙库尔城堡（Château de 
Vroncourt），有时被称为克莱门斯·路易丝·米歇尔（Clémence Louise Michel），是女佣玛丽·安妮·米歇尔（Marie Anne Michel）和一位不明父亲的亲生女儿，可能是城堡领主洛朗·德马伊斯（Laurent Demahis）的孩子。出生后，洛朗·德马伊斯离开了城堡，而路易丝在那里长大，依靠她的母亲，在洛朗·德马伊斯父母的家庭中，她称他们为祖父母。直到20岁，路易丝一直以祖父埃蒂安·夏尔·德马伊斯（1762-1845）的名字命名，他在旧政权时期是巴黎高等法院的律师，是17世纪穿袍贵族（马伊斯）家族的后裔。家族给了露易丝一种古典文化的品味，其中启蒙运动的遗产占主导地位，尤其是伏尔泰和让-雅克·卢梭；她受过良好的教育，受过自由教育，似乎很快乐，在很小的时候就表现出利他主义的气质。
1850年，德马伊斯祖父母的去世标志着她不再属于富裕社会。路易丝和她的母亲带着一点钱离开了由
洛朗·德马伊斯的遗孀和合法子女出售的弗龙库尔城堡。在此之前，路易丝在弗龙库尔被称为德马伊
斯小姐，她不得不放弃这个姓氏，以她母亲的姓氏米歇尔命名。
从1851年起，她继续在上马恩省肖蒙学习，在那里她获得了“副教师”职业的能力证书。
1852年9月，22岁的她拒绝向拿破仑三世宣誓，这是成为一名教师所必需的，她在欧德隆库尔创建了一所免费学校，在前往巴黎之前，她在那里任教了一年。1854年底，她在克莱夫蒙开办了一所学校，并在那里任教了一年。1855年，她在米利埃开了另一所学校。

### 在巴黎
1856年，时年26岁的路易丝离开上马恩省前往巴黎，开始了一段紧张的教学活动、文学尝试和战斗训练时期。
在接下来的15年里，她热情地继续她的教学活动。抵达后，她在第十区的水城堡街（rue du Château-d'Eau）找到了一个半情人的位置，在沃利耶夫人的养老金中，她与她保持着准孝顺的关系。1865年，她在克罗伊街5号开设了一家走读学校，1868年在乌多街24号开设了另一个学校。
为了准备业士文凭考试，她参加了由共和党人朱尔·法夫尔（Jules Favre）和欧仁·佩尔唐（Eugène Pelletan）领导的上弗勒街的大众教育课程，这拓宽了她的政治视野。此外，她以笔名安灼拉写诗，1862年成为诗人联盟的成员，如果时间允许，她可能会喜欢靠笔生活。她从1850年开始与当时最著名和最受尊敬的作家和共和党人维克多·雨果（Victor Hugo）通信，并向他发送了一些诗歌。路易丝完全被迷住了。第二帝国垮台后，她看望了返回巴黎的雨果。1871年1月，他为她进行了干预，在他的诗《Viro Major》将她描绘成“黑暗的犹太人朱迪特”和“罗马人阿丽亚”，是一位具有特殊和悲惨命运的女性，并在她被驱逐出境期间为她辩护。他们的通信一直持续到1879年。
在帝国末期，她逐渐被引入革命圈子，会见了朱尔·瓦莱斯、欧仁·瓦尔兰、拉乌尔·里戈和埃米尔·厄德，并为反对派报纸《人民的呼喊》撰稿。1869年，她担任民主道德化协会秘书，该协会旨在帮助女工。当时，路易丝·米歇尔是布朗基主义者，即路易·奥古斯特·布朗基创立的革命和社会主义共和运动的追随者。
1870年8月，40岁的她在普法战争中抗议逮捕布朗基主义者厄德和布里多。9月，第二帝国垮台后，她参加了巴黎十八区公民警戒委员会，并于11月1日当选为主席；她遇到了玛丽·费雷的兄弟泰奥菲勒·费雷，她热情地爱上了他。在被围困的巴黎，她为学生们创建了一个食堂。

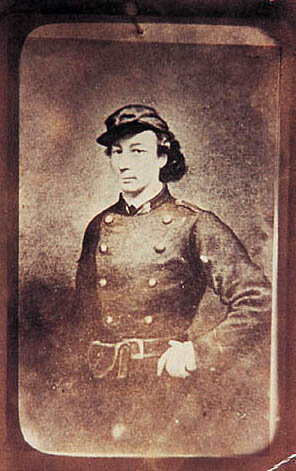
身着军装的路易丝·米歇尔

1871年1月，当创建革命公社的示威活动开始时，路易丝·米歇尔与波勒·明克、安娜·雅克拉尔和索菲·普瓦里耶一起积极参加蒙马特警戒委员会。根据一个著名的轶事，1871年1月22日，她穿着国民警卫队的服装，在一次被维诺将军血腥镇压的示威中向市政厅开火。作为宣传家、蒙马特第61营警卫、救护车司机和战斗人员，她还领导圣伯纳德堂的革命俱乐部。3月17日和18日，她积极参与了蒙马特山国民警卫队的枪支事件。这是一场令人震惊的示威：妇女、儿童、联邦卫队包围着与这一欢乐和平的人群友好相处的士兵。她会见了蒙马特市长乔治·克列孟梭，他试图进行调解。路易丝·米歇尔作为当时无政府主义者最激进的革命派的一员，她认为有必要继续对凡尔赛宫发动攻势，以解散阿道夫·梯也尔的政府，当时该政府几乎没有军队。她甚至自愿独自前往凡尔赛宫并杀死梯也尔，但项目中止了。
1871年4月至5月，在凡尔赛对公社的袭击中，她参加了克拉马尔、伊西莱穆利诺和讷伊的战斗。她是蒙马特第61行军营的一员，还担任救护车司机:36。4月10日的《官方公报》提到了她的勇敢:36。在5月流血周里，她参加了蒙马特公墓的巷战，然后在克里尼昂库尔的路障上:36。5月24日，为了释放母亲，她投降了:36。路易丝·米歇尔被关押在凡尔赛附近的萨托里营地，然后被关押在凡尔赛的尚蒂耶监狱，从6月15日起，被关押在凡尔赛监狱:36。然后，她参加了处决，并看到她的朋友们死去，其中包括她的朋友泰奥菲勒·费雷（与公社前战争部长路易斯·罗塞尔（Louis Rossel）一起被处决），她向他朗诵了一首告别诗：红康乃馨。
6月28日，她第一次受到战争委员会的审讯。路易丝·米歇尔在法官面前说：
我向你们要求的是萨托里的柱子，我们的兄弟们已经倒下了；我必须远离社会。我们告诉你去做。嗯，我们是对的。因为今天似乎每一颗为自由而跳动的心都有权得到一点铅（子弹），所以我要求自己的份额！:11
她承认被指控的罪行，并在法庭上要求死刑（“如果你不是懦夫，就杀了我”），而大多数被告试图通过尽量辩解他们的行为来挽救自己的生命:11。第二天，她登上了所有报纸的头版:11。维克多·雨果（Victor Hugo）将一首名为《Viro Major》的诗献给了她，这首诗将在她的后半生发挥重要作用。:11
路易丝·米歇尔致力于妇女参与战斗的权利，她是暴力反女权主义攻击的目标，这些攻击将她描述为歇斯底里、危险甚至可怕的“第三性”。尽管她没有被判犯有纵火罪，但她经常与媒体讽刺的石油妇女联系在一起，人们指责她们想把巴黎化为灰烬。
9月19日，她被转移到阿拉斯监狱，并于11月13日写信给福莱神父。她于11月29日返回凡尔赛，12月16日被战争委员会判处终身驱逐出境。她拒绝上诉，于1871年12月21日被转移到欧贝里沃的修道院，并一直呆到1873年8月24日。当时凡尔赛媒体称她为“嗜血狼”或“好路易丝”。她也被称为“新泰鲁瓦涅（法国大革命时期的女权活动家）”，或“革命的奉献者”。

### 流放

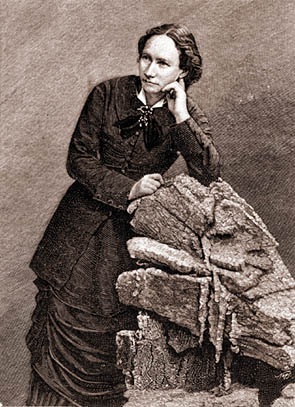
露易丝·米歇尔在努美阿

1873年8月9日，路易丝·米歇尔在圣马丹德雷登上弗吉尼亚号船，被驱逐到新喀里多尼亚，12月8日，经过四个月的旅行，她抵达该岛，并于12月13日在迪科半岛登陆。在船上，她遇到了著名的辩论家亨利·罗什福尔（Henri Rochefort）和纳塔莉·勒梅尔（Nathalie Lemel），她也是公社的伟大倡导者；毫无疑问，正是通过与后者的接触，路易丝·米歇尔成为了一名无政府主义者。她在新喀里多尼亚呆了七年，拒绝接受非人道的统治方式或个人恩典。
她创办了《新喀里多尼亚小布告报》。她学习了卡纳克语，并将卡纳克人的许多创始神话翻译成诗意的语言，包括一个关于洪水的神话。1885年，她出版了《Légendes et chansons de gestes canaques》。她对卡纳克语感兴趣，在寻找一种通用语言，即比斯拉马语的皮钦语的过程中，她试图教育土著卡纳克人，与其他一些赞同镇压的公社社员不同，她在1878年的土著起义中为他们辩护。第二年，她获得了在努美阿定居的许可，恢复了教师的职业，首先是被驱逐者（特别是来新喀里多尼亚的阿尔及利亚人）的子女、监护人，然后是女校。她在周日指导成年卡纳克人，发明适合他们概念和经验的教学法。她收集和饲养了许多动物，通过对植物学的热情进行研究。
根据1879年5月8日的决定，她的刑期被减为简单驱逐出境，从1879年6月3日起减为10年流放，1879年12月16日的决定免除了剩余刑期。路易丝·米歇尔受益于1880年7月11日众议院投票通过的公社社员大赦。
克列孟梭非常钦佩米歇尔，在她被驱逐出境期间继续写信给她，并向她发出了授权书。

### 返回法国和晚年

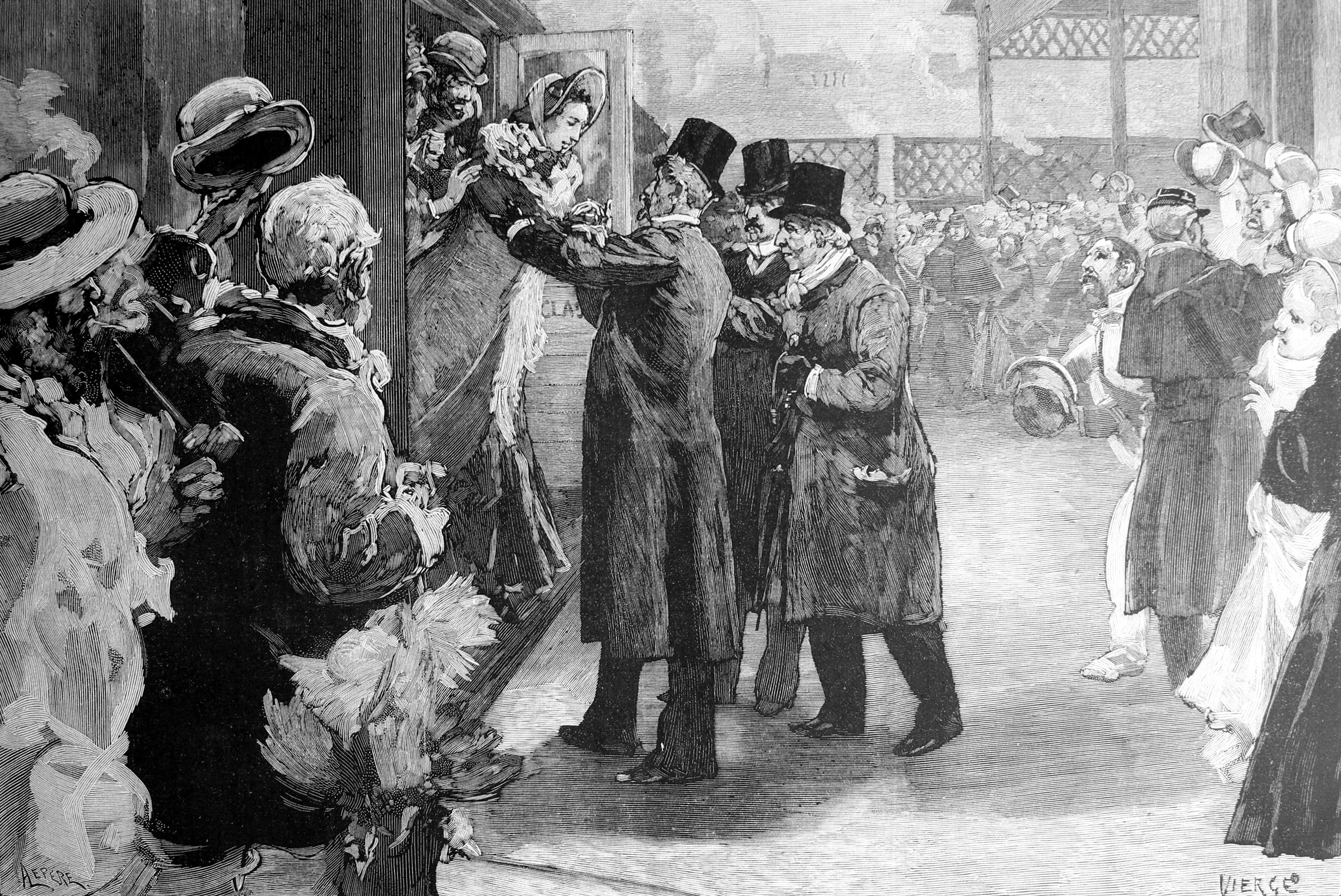
1880年米歇尔返回法国

1880年11月9日，她在迪耶普港（亨利四世码头附近的纪念牌匾）下船后返回巴黎，受到人群的热烈欢迎，人群高喊“路易丝·米歇尔万岁！公社万岁！打倒凶手！”。在巴黎，近10,000人来到圣拉扎尔火车站为她欢呼。回归后，她恢复了不知疲倦的好战活动，发表了许多演讲，并在政治会议上发言。回国两个月后，她开始以连续的形式出版她的书《La Misère》，这本书非常成功。
她此后一直坚持无政府主义运动，直到去世。1882年3月18日，在巴黎的一次会议上，路易丝·米歇尔希望脱离专制和议会社会主义者，明确表示支持无政府主义者（自由意志社会主义者）采用黑旗：“不再有红旗沾满我们士兵的鲜血。我将举着黑旗，哀悼我们的死者和幻想。”
1883年，米歇尔成为当时完全由路易斯·迪普拉（Louis Duprat）和埃米尔·普热（Émile Pouget）
组成的无政府主义裁缝工会缝衣针的第一任秘书，该工会在她的领导下向所有职业开放。1883年3月，米歇尔和迪普拉参加了《无政府主义复仇报》（La Vengeance Anarchiste），这是一份支持行动宣传的报纸。三天后，1883年2月9日，她与埃米尔·普热一起在荣军院广场（Les Invalides）举行了一场以“失业者”名义的示威，示威迅速升级为抢劫三家面包店，并与警察发生冲突。路易丝·米歇尔几周后向当局自首，1883年6月因“煽动抢劫”被判处六年监禁和十年高级警察监视。在克列孟梭的干预下，她在三个月后获释，再次见到了将要去世的母亲。然而在8月，她再次被监禁四个月，因为她与茹尔·盖得、保罗·拉法格和艾蒂安·叙西尼一起为德卡兹维尔的未成年人发表了演讲。她拒绝上诉，最终在11月减刑后获释。
在此期间，米歇尔与无政府主义报纸《世界革命报》（La Réevolution Cosmopolite）合作，该报由夏尔·马拉托（Charles Malato）和莱昂·奥尔蒂斯（Léon Ortiz）创办，后者是当时的非法无政府主义激进分子。
1887年1月，路易丝·米歇尔在巴蒂尼奥勒黑豹集团（Panthère des Batignolles group）在黑滚球大厅组织的会议上发言，为该集团成员克莱蒙·迪瓦勒（Clément Duval）辩护。事实上，迪瓦勒在一次入室盗窃后被判处死刑，随后打伤了一名警察。她认为他的行为是“一场将重复数千次的社会战争”。她呼吁在罗盖特广场示威，高喊“无政府状态万岁！”。她公开反对死刑，以回应她的朋友迪瓦勒刚刚被判处的死刑。

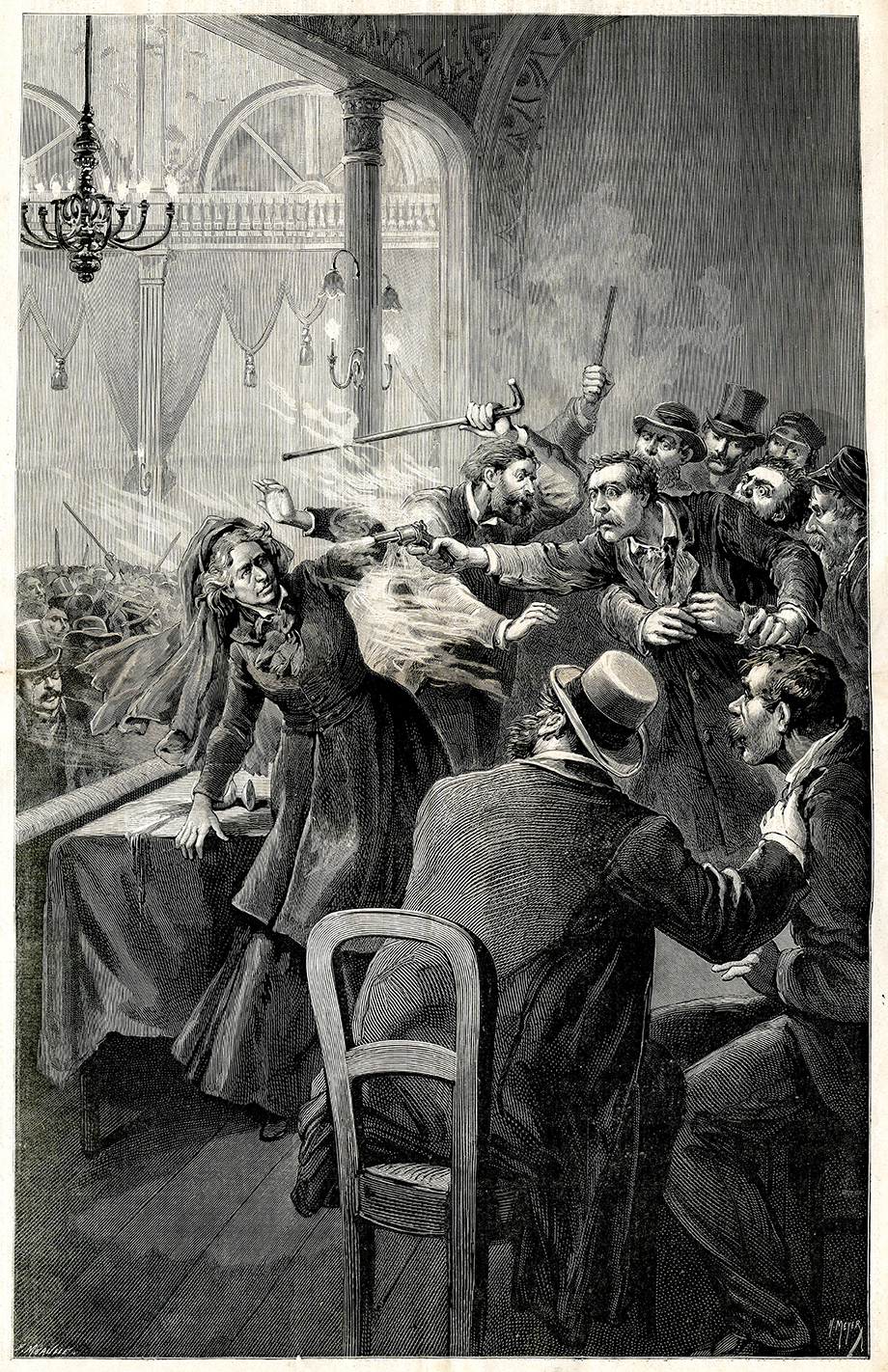
1888年路易丝·米歇尔遭袭

1888年1月22日，她下午在勒阿弗尔加伊特剧院发表演讲后，晚上在爱丽舍宫大厅遭到“舒昂党人”皮埃尔·吕卡的袭击，他向她开了两枪。虽然头部受伤，她拒绝对袭击者提出控诉。其中一颗子弹划伤了她的耳垂，另一颗落在她的头骨里，无法被提取出来，这颗子弹一直留在体内直到17年后路易丝·米歇尔去世。:102
1888年8月9日，她与夏尔·马拉托（Charles Malato）一起参加了一次土木工人罢工会议，约瑟夫·托特利耶（Joseph Tortelier）在400人面前发言：
只有通过总罢工，工人才能创造一个没有暴君的新社会。
1890年4月，路易丝·米歇尔在圣埃蒂安发表演讲后被捕，并参加了一次导致维埃纳省暴力抗议的会议。一个月后，她拒绝了临时释放，因为她的同案被告仍在监狱中。她打破了牢房里的一切，一位医生要求将她拘留为“疯子”。政府害怕媒体的敌意，对此表示反对。时年60岁，她最终获释，于6月4日离开维埃纳省前往巴黎。7月，米歇尔逃往伦敦，在那里她开办了一所自由主义学校。1895年11月13日返回巴黎，她在圣拉扎尔火车站受到同情。作为一个坚定的反军国主义者，她只是温和地参与了德雷福斯事件引发的骚动——她想保护“兄弟”亨利·罗什福尔，他是一位反犹太主义和坚定的反德雷福斯辩论家。
在袭击时代开始时，路易丝·米歇尔支持拉瓦绍尔（Ravachol），并参与纪念他，并支持暴动无政府主义或行动宣传，写在《今天或明天》专栏中。:141-144

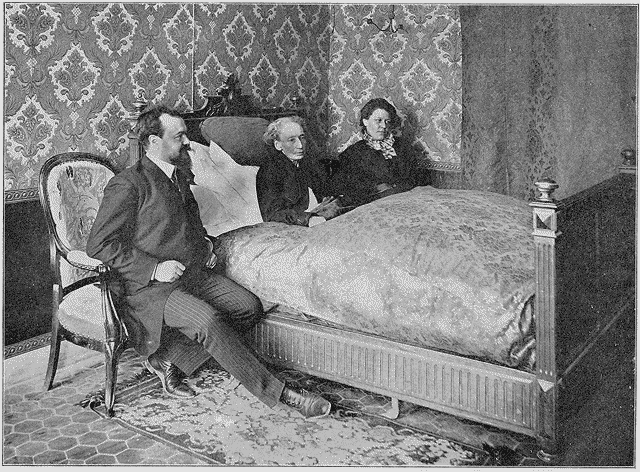
1904年的路易丝

在她生命的最后十年中，路易丝·米歇尔成为了一位伟大的革命和无政府主义人物，尽管她很累，但她在巴黎和各省多次演讲，并伴随着激进行动；或者，她和朋友一起去伦敦。1895年，她与塞巴斯蒂安·富尔共同创办了《自由报》。1896年7月27日，她出席了在伦敦举行的国际社会主义工人大会和工人工会大会。她与埃里科·马拉泰斯塔一起参加了苏豪区夏洛特街的无政府主义圈子，在那里她遇到了桑特·费里尼，并参加了1902年5月对间谍真纳罗·鲁比诺的审判。:99-102
1904年10月至12月，74岁的路易丝·米歇尔与埃内斯特·吉罗（Ernest Girault）一起前往阿尔及利亚进行巡回演讲。
在阿尔卑斯山区进行了一系列讲座后，她在锡斯特龙感冒，这加剧了她多年来遭受的慢性支气管炎。土伦的贝尔特洛医生认为他的病情令人震惊，马赛的迪富尔医生得出结论，她患有肺炎。她于1905年1月9日在马赛迪戈米耶大道绿洲酒店去世。她的遗体被带回首都，葬礼于1月22日上午在巴黎吸引了数千人。她被安葬在勒瓦卢瓦-佩雷公墓。

## 理念

### 女权主义
她被认为是女权主义的先驱，在回忆录中写道：
妇女问题，特别是在目前，与人类问题密不可分。
最重要的是，妇女是被压碎和出售的人类牲畜，然后是：

我们（女性）在人类中的地位不应该乞求，而应该拿回。
路易丝·米歇尔是私生女，父亲身份不确定，可能是一个小贵族成员，对她的私生活知之甚少。被保罗·魏尔伦（或克洛维·于格）昵称为“红色处女”，因为她与维克多·雨果的亲密关系，她与泰奥菲勒·费雷的（柏拉图式的？）爱情，她与波勒·明克（Paule Minck）和纳塔莉·莱梅尔（Nathalie Lemel）的女性伴侣关系，她与夏洛特·沃维尔（Charlotte Vauvelle）的长期关系，她在临终前称夏洛特为“15年的伴侣”。在她的葬礼上，是自由主义者和女权主义者塞维丽娜（Séverine）甚至在她的灵性中发表了悼词。“在我们今天的语言中，我们很容易想象同性恋关系，但路易丝·米歇尔的行为经常受到批评，被称为清教徒。”
她在男女关系方面的立场是众所周知的：
如果男女性别平等得到承认，这将是人类愚蠢的一个臭名昭著的突破。与此同时，正如老莫里哀所说，女人仍然是男人的汤。强烈的性行为下降到恭维对方，称之为美丽的性行为。我们已经为这股力量伸张正义很久了，我们是相当多的起义分子。[……]不理解我们更多地关注性别而不是肤色。[……]我从来没有意识到，有一种性别的智力会萎缩。
关于卖淫，她的话毫不含糊：
妓院老板之间有妇女交换，就像农民之间有马或牛交换一样；它们是牛群，人畜是收入最高的。[……]如果在欧洲各地进行贸易的妇女市场的大商人都在一根绳子的末端，我不会去切断它。[……]难道没有市场，在街上，在人行道上的摊位上，人们美丽的女儿被卖，而富人的女儿则被卖为嫁妆吗？一个，带走任何想要的人；另一个，我们给任何我们想要的人。卖淫是一样的[……]奴隶是无产者，奴隶是无产者的妻子。
关于她自己的私生活，她被昵称为“红色处女”，因为她实际上是一个自由主义者，是婚姻制度的捍卫者，生活中没有已知的男人，也没有肉体关系，但与人格的关系模棱两可，尤其是泰奥菲勒·费雷。她作为清教徒般的无政府主义者、坚定和解放的妇女或多或少自愿缺乏性行为或自愿的女同性恋关系，与泰奥菲勒的妹妹玛丽·费雷和其他人等战斗伙伴建立了模糊的精神联系，这一问题被提出，并被用作批评她的理由，因为她的外表被认为是男性化或难看的，这可能导致她隐藏起来，但仍然是一个辩论的主题，没有任何证据。也许这是一种同性恋或浪漫的关系，可以从当代的角度想象出一个致力于无政府主义、清教徒和女权主义斗争的女性，以及开放的友谊和对社群的开放。

### 捍卫动物权利
路易丝·米歇尔与她之前的其他无政府主义思想家以及基督徒和宗教人士一样，捍卫动物权利。她“批评那些对比自己弱的动物进行报复的被压迫者”，并断言：“人对野兽越凶猛，他就越能爬到统治他的人面前。”她支持埃利泽·雷克吕斯的思想，认为每一个动物个体“都是一个敏感和痛苦的个体，[…]在自己和为自己”。她在回忆录中描述了她“对动物施加酷刑的恐惧”，作为她“反抗强者”的情感和智力起点，无论强者的权威和暴力是针对人类还是动物。1886年，她写了《对动物的残酷》，因此是第一批（尽管她坚持谴责暴力、不稳定和受压迫的农民对动物施加的各种特殊统治）“将人类剥削与动物剥削进行比较”的人之一。

### 共济会
在他的葬礼上，许多演讲者发言，其中包括属于“伟大的象征性苏格兰混合和维护分会”的受人尊敬的“世界兄弟会”共济会分会会长。根据让·迈特龙的说法，虽然棺材上放置了共济会徽章，葬礼组织者指出路易丝·米歇尔不属于任何分会。
事实上，1904年7月20日，在马德莱娜·佩尔蒂埃（Madeleine Pelletier）的提议下（根据弗朗索瓦·埃凯（Françoise Hecque）的说法，她“声称有幸将路易丝·米歇尔带到共济会”），路易丝·米歇尔被邀请到“世界兄弟会”小屋举行招待会。在这次会议上，她被增选，因为分会会员对她默许他们的会员提议感到荣幸。正如安德烈·孔布（AndréCombes）所做的那样，这一日期不应与他几周后的入会日期混淆：1904年9月13日，在同一遵从的三号“社会哲学”分会，这是一个接纳女性的分会。她与夏洛特·沃维尔（自1895年以来的朋友和伴侣）和亨利·雅各布（Henri Jacob）同时发起。1904年9月14日，在入会的第二天，路易丝·米歇尔在同样遵从的“狄德罗”分会前举行了一次会议，主题是“女人和共济会”，会议开始时说：“如果我知道混合分会的存在，我早就加入了，但我相信，要进入共济会环境，你必须是一个男人。”。她还说：“权力使人麻木；因此，我们不应该在男女之间征服和剥夺它，而是根据共济会的美丽格言，通过使社会成为一个自由、平等和兄弟般的大家庭，将其从社会中消除。关于巴黎公社：“公社的人个人精力充沛，非常有价值。但作为公社的成员，他们没有完成任务。”她的话被大分会的《公告》所报道。:129

## 作品
路易丝·米歇尔的回忆录比她的诗歌和小说更有趣。当她不尝试写小说时，她似乎更舒服。这就是他的作品今天应该被解读的方式：作为一个关键时期的第一手证据。
以旧偏见的名义，人们仍然同意，活动家不能是作家或艺术家：一个人会是一个或另一个，但不是两个……一切都发生在雕像堵塞、施加惯性、抑制路易丝·米歇尔生动部分的认识的情况下。:6

1880年出版的《La Misère》封面

### 生前作品
- Le Livre du jour de l’an : historiettes, contes et légendes pour les enfants, Paris, 1872
- Légendes et chansons de gestes canaques, Nouméa, 1875
- Louise Michel devant le 6e conseil de guerre : son arrestation par elle-même, dans une lettre au citoyen Paysant, Paris, 1880
- Le Gars Yvon, légende bretonne, Paris, 1882
- Louise Michel和Louis Winter (Adolphe Grippa), Nadine, Drame joué aux Bouffes du Nord le 29 avril 1882
- Louise Michel和Jean Guêtré, Les Méprisés, grand roman de mœurs parisiennes, Paris, 1882
- Louise Michel撰写第二部分, Jean Guêtré撰写第一部分, La Misère, Paris, 1882
- Ligue internationale des femmes révolutionnaires, Appel à une réunion, Paris, 1882
- Louise Michel和Jean Winter (Adolphe Grippa), Le Bâtard impérial, Paris, 1883
- Défense de Louise Michel, Bordeaux, 1883
- Louise Michel和Adolphe Grippa, La Fille du peuple, Paris, 1883
- Contes et légendes, Paris, 1884
- Légendes et chants de gestes canaques, 1885
- Les Microbes humains, Paris, 1886
- Mémoires tome I, Paris, 1886
- L’Ère nouvelle, pensée dernière, souvenirs de Calédonie (chant des captifs), Paris, 1887
- Les Crimes de l’époque : nouvelles inédites, Paris, 1888
- Lectures encyclopédiques par cycles attractifs, Paris, 1888
- Le Coq rouge, Drame joué aux Batignolles le 19 mai 1888
- Le Monde nouveau, Paris, 1888
- Le Claque-dents, Paris, 1890
- Prise de possession, Saint-Denis, 1890
- Aujourd'hui ou demain, Paris, L'En-dehors, 17 juillet 1892
- À travers la vie, Poésies, Paris, 1894
- La Commune, Histoire et souvenirs, Paris, 1898
- Le Rêve (dans un ouvrage de Constant Martin), Paris, 1898

### 身后出版
- Avant la Commune vol. I, Laurent Tailhade序, Alfortville, Librairie internationaliste, 1905
- Louise Michel et Émile Gautier, Les Paysans, Paris
- Je vous écris de ma nuit, correspondance générale : édition établie par Xavière Gauthier, Édition de Paris-Max Chaleil, 1999
- Histoire de ma vie : texte établi et présenté par Xavière Gauthier, Lyon, Presses Universitaires de Lyon, 2000, 180页 (ISBN 2-7297-0648-8)
- Lettres à Victor Hugo lues par Anouk Grinberg, cédérom, Frémeaux, 2008
- Le Livre du bagne, précédé de Lueurs dans l’ombre, plus d’idiots, plus de fous et du livre d’Hermann, Presses Universitaires de Lyon, 2001, 200页 (ISBN 2-7297-0662-3)
- Lettres d'Auberive, Xavière Gauthier序注, Abbaye d'Auberive - L'Œuf sauvage, 2005
- Légendes et chansons de gestes canaques (1875), 以及Légendes et chants de gestes canaques (1885) 和 Civilisation, Presses Universitaires de Lyon, 2006, 238页 (ISBN 2-7297-0746-8)
- La Misère, 关于Louise Michel和Marguerite Tinayre的小说, Presses Universitaires de Lyon, 2006, 1,203页 (ISBN 2-7297-0777-8)
- Souvenirs et aventures de ma vie : Louise Michel en Nouvelle-Calédonie, Maïade éditions在2010年重编,  (ISBN 2916512101 和 9782916512105), 351页. Prix Panazol.
- Contes et légendes, Éditions Noir et rouge, Libertés enfantines系列, 69页, 2015.
- À travers la mort Mémoires inédits, 1886-1890, Paris, La Découverte, 2015, 360页
- La Chasse aux loups, Claude Rétat编, Paris, Éditions Classiques Garnier，Classiques Jaunes系列, 2018, 368页

## 影响

### 路易丝·米歇尔集团
1880年，大约40名无政府主义活动家以这个名字聚集在里昂的无政府主义媒体上签署文章和公开信。尽管应路易丝·米歇尔本人的要求，该集团更名为玛丽·费雷集团，但该集团于1883年恢复了原来的名称。

### 纪念

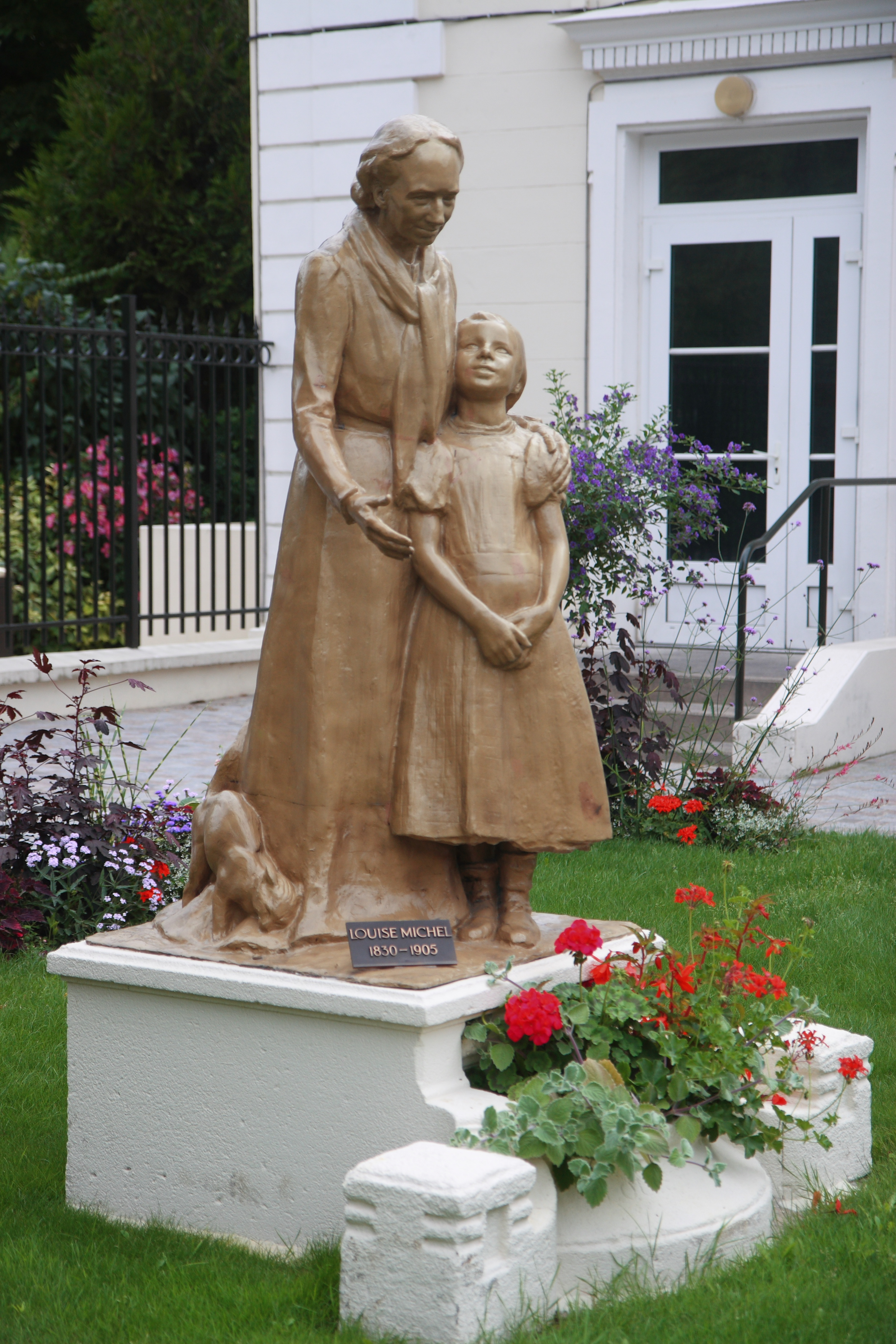
位于勒瓦卢瓦-佩雷的路易丝雕像

路易丝·米歇尔的形象很早就获得了神话的维度，是一系列纪念性重新分配的主题：1921年苏联共产党，1970年代的女权运动，1990年代逐渐被承认为共和爱国主义，然后被美国的酷儿运动所宣称。
直到1916年，她的支持者每年都会在位于勒瓦卢瓦-佩雷公墓的路易丝·米歇尔墓举行示威。1946年，她的遗体被转移到同一墓地的敬意受害者环岛。今天，她的坟墓仍然在每个生日盛开花朵。
1913年至1914年，无政府主义合作社Le Cinéma du Peuple选择了她的名字来命名他们制作的第一部电影《针峰的苦难》的主角。这可能是历史上第一部女权主义电影。
2015年，路易丝·米歇尔是法国67,000所公立学校中第26位最著名的人物：不少于190所学校、学院和高中以她的名字命名，仅次于圣若瑟（880所）、茹费理（642所）、圣母（546所）、贾克·普维（472所）和让·穆兰（434所）。路易丝·米歇尔学院（巴黎）就是其中之一。
1937年9月24日，位于勒瓦卢瓦-佩雷的巴黎地铁站瓦利耶站改名为路易丝·米歇尔站。它位于路易丝·米歇尔街30号，原名瓦利耶街。与巴尔贝斯-罗什舒阿尔站（源于玛格丽特·德·罗什舒阿尔）和居里夫妇站一起，这是巴黎为数不多的以女性名字命名的车站之一。
1986年3月8日，法国邮政发行了一枚由于盖特·圣松设计的邮票。
2004年2月28日，路易丝·米歇尔作为蒙马特的杰出人物，她的名字命名位于圣心圣殿脚下的威莱特大广场；在巴黎市议会审议后，广场被重新命名，以反犹太主义承诺闻名的漫画家阿尔弗雷德·威莱特（Alfred Willette）不再因此而受到赞扬。
在马赛，位于贝尔桑斯区（一区）的路易丝·米歇尔广场于2018年落成。这一最初的非官方名称的选择是由于贝尔桑斯协会和1871年公社之友协会的倡议，他们动员起来保护和开发社区中心的公共空间。然后由市政府正式确定。马赛十五区也有路易丝·米歇尔环岛，马赛十区有路易丝·米歇尔学院。
法国路易丝·米歇尔奖由巴黎政治与社会研究中心颁发，授予“对话、民主、发展与和平美德”的个人。但因为颁发给突尼斯的宰因·阿比丁·本·阿里和埃及的穆罕默德·胡斯尼·穆巴拉克等领导人，引起了批评。
2005年是路易丝·米歇尔逝世100周年。在这一场合，两次座谈会向“好路易丝”致敬，特别是由巴黎市政府和文化协会Actazé组织的3月份重要座谈会，题为“路易丝·米歇尔，横向性的人物”（由瓦莱丽·莫里尼亚指导）。本次活动汇集了路易丝·米歇尔的22位专家，他们强调了她不可归类、才华横溢且始终当代的个性。皮埃尔·安贝尔（Pierre Humbert）为这一场合制作了一部戏剧。
2011年，巴黎市图书馆网络在二十区开设了路易丝·米歇尔图书馆。
2013年，她被建议进入先贤祠。2014年国家遗产研究所遗产馆长进修班以她的名字命名。

### 社会影响
路易丝·米歇尔仍然是无政府主义运动和整个劳工运动的象征性人物。一个与圣徒和异端保留的词汇有关的词汇，有时也适用于她：当她不是“好路易丝”时，她是“红色处女”，学者西多尼·费尔哈格（Sidonie Verhaeghe）在一篇文章中追溯了这一表达。
路易丝·米歇尔和乔治·桑（George Sand）是19世纪为数不多的在其一生中某个时候采用男性服装的女性之一，这表明了女权主义的主张。
她的文学作品几乎没有理论著作，但主要是许多诗歌、传说和故事，包括她非常感兴趣的儿童文学。然而，路易丝·米歇尔更为后人所知是她致力于“社会革命”。
让-吕克·梅朗雄（Jean-Luc Mélenchon）在2008年11月29日发表的左翼党创立演讲中，对路易丝·米歇尔提出了质疑：“我们将左翼党置于两张面孔的监护之下，这两张面孔从此将陪伴我们：让·饶勒斯（Jean Jaurès）和路易丝·米歇尔。”
社会党候选人、第一位进入2007年第二轮总统选举的女性塞格琳·罗雅尔（Ségolène Royal）在她的书《勇气的美丽理念》中为她写了一章。她认识到自己的爱国主义-像她一样唱马赛曲-这引起了争议。她还赞扬了路易丝的奋斗：“努力用手术刀度过痛苦。与她那个时代和她的阵营的偏见作斗争。大声捍卫工人和失业者、农民起义的合法性、妇女平等权利、殖民地人民的尊严、巴黎公社的记忆。”
革命共产主义联盟前发言人、新反资本主义党发言人奥利维耶·贝桑瑟诺（Olivier Besancenot）呼吁路易丝·米歇尔，并为她写了一封公开信。
1984年ENA的进修班以她的名字命名。

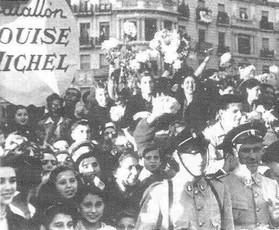
1938年10月28日，西班牙内战中的国际纵队路易丝·米歇尔营

在西班牙内战（1936-1939年）期间，国际纵队第13旅第11营主要由法国人和比利时人组成，并被命名为“路易丝·米歇尔营”。
一些城市以她的名字命名街道，如杜瓦讷内（菲尼斯泰尔省）、巴尼奥莱、瓦斯卡勒、朗斯和昂赞。
路易丝·米歇尔广场（Square Louise Michel）是蒙马特（Montmartre）圣心圣殿（Sacré-Cœur Basilica）下方的巴黎花园，位于十八区的松树岛林荫道，以她被驱逐的地方命名。
2020年，路易丝·米歇尔是一艘地中海救援船的名字，由英国艺术家班克斯（Banksy）资助，在西班牙包租，由皮亚·克伦普（Pia Klemp）指挥。
她是在2024年巴黎奥运会开幕式上展示的十座女性雕像之一（与律师和女权主义者吉塞勒·哈利米、哲学家和诗人克里斯蒂娜·德·皮桑、探险家珍妮·芭蕾、作家和革命家奥兰普·德古热、导演爱丽丝·居伊、体育主管爱丽丝·米利亚、作家保莱特·纳达尔、哲学家西蒙·德·波娃和政治家西蒙娜·韦伊一起），于2024年7月26日在拉沙佩勒街重新安置。

## 相关作品

### 音乐和戏剧
歌手米歇尔·贝尔纳（Michèle Bernard）为路易丝·米歇尔创作并表演了一场关于路易丝·米歇尔的演唱会：黄褐色田野的黑鸟-路易丝·米歇尔的大合唱（由皮埃尔·居昂茨（Pierre Kuentz）执导，2001年3月在乌兰的文艺复兴剧院（Thâtre de la Renaissance）首演，由声乐合奏团当代共鸣和特雷弗尔打击乐器、音乐指导阿兰·古达尔（Alain Goudard）、服装弗雷德里克·马里·努涅斯，该节目的所有歌曲都可以在CD上找到（EPM，2004年11月）。2015年再版）。
2005年，艺术家埃里克·米埃（Éric Mie）在2009年的专辑《Le Cholera》中用他的歌曲《路易丝》（Louise）向他致敬。这首精致的民谣以梦幻般的恳求的形式，以自信的语气谴责路易丝·米歇尔（Louise Michel）的法国继承人的软弱罪犯。
阿兰·迪普拉（Alain Duprat）的《路易丝·米歇尔——狼》（Louise Michel，La Louve），2013年与克莱门汀·斯特帕诺夫（Clémentine Stépanoff）在莱瓦卢瓦首演，由埃曼纽尔·德格雷·迪卢（Emmanuel Desgrées du Lou）执导，2015-2016年在泰奥剧院（Théo Th tre）和吉谢蒙帕纳斯（Guichet Montparnasse）（巴黎）以及2016年、2018和2019年在阿维尼翁艺术节上面演出。

### 绘画

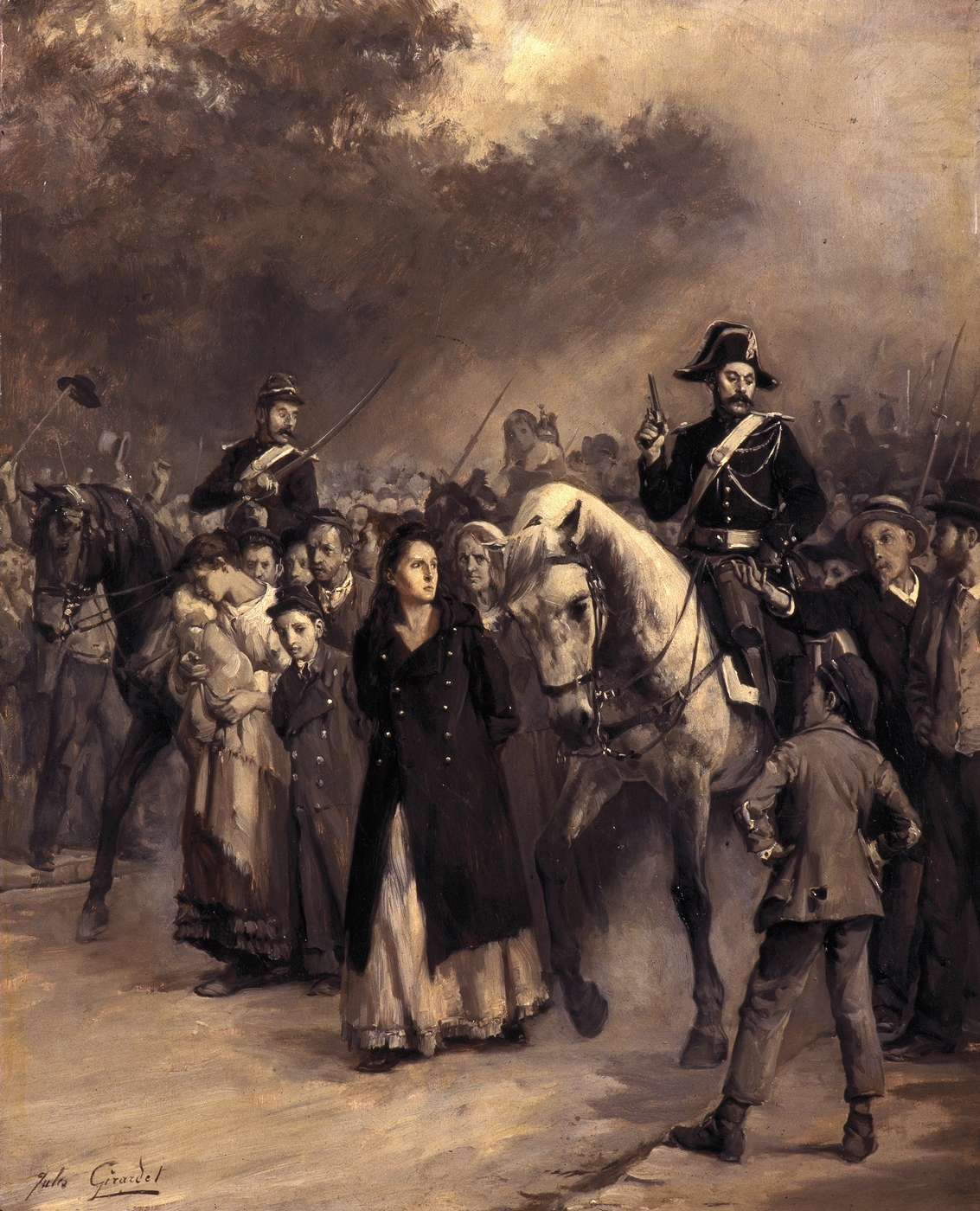
吉拉尔代的绘画作品《路易丝·米歇尔被捕》，1871年

画家朱尔·吉拉尔代（Jules Girardet）绘制了几幅作品，包括《路易丝·米歇尔被捕》（1871年）（圣丹尼斯艺术和历史博物馆）和《路易丝·米歇尔在萨托里》（1871）。
2020年，艺术家班克斯购买了一艘旨在帮助地中海移民的船。这艘船名为路易丝·米歇尔号，由艺术家绘制。此外，船员中还有许多女性，包括无政府主义人权活动家皮亚·克伦普上尉，她信奉女权主义、反种族主义和反法西斯价值观。船上管理遵循扁平化管理。
路易丝·米歇尔是作家兼插图画家弗朗索瓦·布尔容（François Bourgeon）的连环画系列《风中的乘客》第8卷和第9卷《樱桃之血》中的人物之一。历史背景包括巴黎公社及其被驱逐到新喀里多尼亚的时期，以及纳塔莉·莱梅尔和亨利·罗什福尔等人物。

### 电影
伯努瓦·德莱皮纳（Benoît Delépine）和居斯塔沃·凯尔文（Gustave Kervern）的第三部电影（2008年）的剧本名为路易丝·米歇尔（Louise Michel）（一名工人雇佣了一名杀手来枪杀他的老板），虽然没有涉及历史人物，但在所表达的信息的激进性中提到了路易丝·米歇尔的个性。
在2010年4月7日由索尔韦格·安斯帕赫执导并在法国上映的传记电影《路易丝·米歇尔，叛逆者》中，路易丝·米歇尔由希薇·泰丝特扮演。这部电影讲述了她被驱逐到新喀里多尼亚的时期。
路易丝·米歇尔是米歇尔·奥塞洛（Michel Ocelot）的动画电影《迪丽丽的奇幻巴黎》中的一个角色，讲述了一个年轻的卡纳克女孩在美好年代的巴黎解决绑架女孩的谜团的故事。路易丝是她的老师，帮助她进行调查。